# Mattias Weibull
Mattias Weibull, född 10 november 1783 i Ystads Sankta Maria församling, Ystad, Malmöhus län, död 13 februari 1838 i Rogslösa församling, Östergötlands län, var en svensk borgmästare och häradshövding.

## Biografi
Weibull föddes 1783. Han var häradshövding i Dals och Lysings häraders domsaga. Han avled  1838 på Västerlösa i Rogslösa församling.

### Familj
Weibull gifte sig 19 september 1817 i Rogslösa kyrka med Christina Charlotta von Nackreij (1789–1872). Hon är dotter till hovrättsrådet Ture von Nackreij och Christina Margareta Natt och Dag.